# ミェチスワフ・ヴァインベルク
ミェチスワフ・ヴァインベルク（ポーランド語: Mieczysław Wajnberg）またはモイセイ・サムイロヴィチ・ヴァインベルク （露: Моисей Самуилович Вайнберг ラテン文字転写例 : Moisey Samuilovich Vainberg、または Weinberg とも、 1919年12月8日 - 1996年2月26日）は、ポーランド出身で、主にソビエト連邦・ロシアで活動した作曲家。ワルシャワ音楽院で学ぶが、1939年、ナチス・ドイツのポーランド侵攻のため、ソヴィエト連邦に亡命。名前をロシア風にモイセイ・ヴァインベルクと改める。ソ連ではドミートリイ・ショスタコーヴィチと親交を結ぶ。しかしスターリンの反ユダヤキャンペーンで1953年に逮捕されるなど、苦難の生涯であった。

## 経歴
生い立ち
1919年にポーランドの首都ワルシャワのユダヤ人の家庭にミェチスワフ・ヴァインベルク (Mieczysław Wajnberg) として生まれた。父のシュミイル Shmil（またはシュミエル Shmuel）はワルシャワのイディッシュ劇場でヴァイオリン奏者や指揮者を務めていた。一家は元々ベッサラビア出身で、反ユダヤ主義による暴力行為の犠牲者であった（1903年にキシナウで起こったポグロム（大虐殺）で曽祖父も祖父も殺されている）。
名前について
ヴァインベルクにはさまざまな氏名があるため、多くの混乱が生じている。生まれた時はポーランド語で「ミェチスワフ・ヴァインベルク Mieczysław Wajnberg」であり、姓はドイツ語のWeinberg（葡萄畑）に由来している。ソ連邦に移ってからは「モイセイ・サムイロヴィチ Moisey Samuilovich」というロシア語の名をつけ、またそこでは「Metek」というあだ名でも知られていた。また「モイシェ  משה  （ラテン文字転写例Moishe）」という名前をソ連のイディッシュ語出版物で使い続けた。ロシアでは彼の名前は当然キリル文字で表記される。それをラテン文字に転写し直すと、「Vainberg」や「Vaynberg」など様々な綴りが生じるのである。ちなみに本来の綴りはグローブ世界音楽大事典の最新版に採用されている。
修学期
12歳の時、ワルシャワ音楽院でピアノを学び、1939年に卒業する。第二次世界大戦が勃発するとソビエトに亡命（親と妹はワルシャワに残り、トラヴニキ強制収容所en:Trawniki concentration campで命を落とした）。ミンスクで過ごし、初めて作曲を学んだ。その後、タシュケントに移り、オペラを書いた。そして、俳優ソロモン・ミホエリスの娘と結婚した。
1943年、ショスタコーヴィチに請われてモスクワに移る。ショスタコーヴィチはヴァインベルクの才能に感心し、親交を深めた。当時まだ若かったヴァインベルクはショスタコーヴィチに多大な影響を受け、後に「生まれ変わったようであった」と語っている。
第二次世界大戦後
ミホエリスは1948年にスターリンの戦後の反ユダヤ主義運動の一環として殺される。ヴァインベルクのいくつかの作品は1948年のジダーノフ批判で禁止になり、映画音楽やサーカス音楽の作曲で生計を立てざるを得なくなった。ヴァインベルクは1953年2月に逮捕される。ショスタコーヴィチはラヴレンティ・ベリヤにヴァインベルクの為に仲裁するようにと手紙を書き、またヴァインベルクの妻も逮捕された場合、彼の娘の面倒を見るよう頼んだ。結局のところ、ヴァインベルクは翌月のスターリンの死に救われ、それから間もなく公式に名誉回復がなされた。
その後は作曲とピアノ演奏をしながらモスクワに住み続ける。ショスタコーヴィチとは家が近く、毎日作曲のアイディアを分かち合っていた。ヴァインベルクの作品は、ショスタコーヴィチがしばしば称賛しただけでなく、エミール・ギレリス、レオニード・コーガン、ムスティスラフ・ロストロポーヴィチ、クルト・ザンデルリングなどのロシア随一の演奏家にも取り上げられた。
晩年、ヴァインベルクはクローン病にかかり寝たきりの状態になったが、作曲を続けた。1996年1月3日に正教会に改宗し、その直後の2月26日に死去した。

## 作品
主な作品には、22曲の交響曲（番号付き交響曲19曲+第19番の後に書かれた番号のない交響曲「カディッシュ」など3曲）、他の管弦楽曲（室内交響曲4曲とシンフォニエッタ2曲を含む）、17の弦楽四重奏曲、8つのヴァイオリンソナタ（3つはソロ、5つはピアノを含む）、チェロの為の24の前奏曲、6つのチェロソナタ（4つはソロ、2つはピアノを含む）、6つのピアノソナタ、他の器楽曲、そして多くの映画音楽がある。7つのオペラを書き、そのうち「パサジェルカ Passazhirka」（1967-68年）はその中で最も重要な作品とされている。ピアノ五重奏曲やピアノ三重奏曲およびチェロ曲は、最近ではヨーロッパからアメリカのコンサートや音楽祭で演奏されるようになった。イギリスのレコード会社オリンピア・レーベルは15以上のCDを発売している。その音源は、メロディア・レーベルのLP及び、世界初演をモスクワ放送がライヴ収録した録音からのリマスタリングと、オリンピア社の独自録音の両方が混じっている。
ヴァインベルクは、しばしば標題的要素の強い音楽を作曲した。生涯を通じて、ワルシャワ時代の人間形成期や、青年期に終止符を打った戦争を思い返すことが常であった。彼の番号付き交響曲の最後の3曲（第17番「記憶」、第18番「戦争、これより惨い言葉はない」、第19番「輝かしき五月」）は、アンナ・アフマートヴァの詩に基づいた「戦争三部作」となっている。このような暗黒的要素は、カタルシスを経て平和を発見する背景として用いられていることもある。ただし全ての作品が平和に到達して終わるわけではなく、表向きの平和の裏に不安や疑念、皮肉のような複雑な表情を漂わせるものも多い。こうした調和への憧れは、ヴァインベルクの音楽様式においても表れており、リュドミラ・ニキーティナはヴァインベルクの作品について、「新古典主義的でいかにも合理主義者らしい明晰さと均斉感」と強調した。
ヴァインベルクはショスタコーヴィチに正式には学ばなかったが、影響を受けていたのは明らかである。それを裏付ける根拠の一つが、「交響曲第5番」終結部におけるチェレスタのピアニッシモである。これはショスタコーヴィチの「交響曲第4番」からの影響であることは明白であり、その初演（前衛的な作風のため長らく初演が見送られてきた）とヴァインベルクの5番の作曲時期は重なっている。「ピアノ・ソナタ第6番」では、ショスタコーヴィチの「24の前奏曲とフーガ」の1作が引用されている。音楽語法の面でより全般的な類似点は、旋律の引き伸ばし、主題の反復、極端な音域などの利用である。このような点は、ヴァインベルクに対する主な批判のひとつとなっている。アレクサンドル・イワシュキンは、ヴァインベルクのような作曲家たちが自分の名声だけでなく、ショスタコーヴィチの名声までを傷つけているとして、次のように述べている。「これらの作品はショスタコーヴィチの音楽を台無しにするだけでなく、数え切れないほどの悪質な亜流の“かさぶた”でもってショスタコーヴィチの音楽を覆い隠してしまう」。
しかしヴァインベルクが影響を受けたのはショスタコーヴィチだけではなかった。プロコフィエフ、ミャスコフスキー、バルトーク、マーラーからも影響を受けていたことがニキーティナによって確認された。一方でトランペット協奏曲は、メンデルスゾーンの有名な「結婚行進曲」が引用されている。当然のようにユダヤの民族音楽がくっきりと目立つが、同時にモルダビア、ポーランド、アルメニアなど、その他の民族的な要素も見つけることができる。ショスタコーヴィチはヴァインベルクと出会ってから、クレズマーの主題に対する興味を増していったが、一部の評論家は、その興味の発端がヴァインベルクであったと見なしている。

### 歌劇
7曲のオペラを作曲している。
- パサジェルカ（英語版）（Passazhirka、1967-68年) - 2006年にモスクワで演奏会形式で初演。オペラとしての初演は2010年7月、オーストリア・ブレゲンツ祝祭劇場で行われた。
- マドンナと兵士（英語版） （1967-68）
- アルタニャンの愛（英語版）（1971）
- おめでとう!（英語版）（1975）
- レディ・マグネシア（英語版）（1975）
- 肖像画（英語版）（1980）
- 白痴（英語版）（1985）- ドストエフスキーの同名小説に基づく。

### 交響曲
- 交響曲第1番　作品10　（1942）
- 交響曲第2番　弦楽合奏のための　作品30　（1946）
- シンフォニエッタ第1番　作品41　（1948）
- 交響曲第3番　作品45　（1949、1959改訂）
- 交響曲第4番イ短調　作品61　（1957、1961改訂）
- シンフォニエッタ第2番　作品70　（1960）
- シンフォニエッタ第2番　イ短調　弦楽とティンパニのための　作品74　（1960）
- 交響曲第5番　ヘ短調　作品76　（1962）
- 交響曲第6番　少年合唱と管弦楽のための　作品79　（1963）
- 交響曲第7番　ハ長調　弦楽合奏とチェンバロのための　作品81　（1964）
- 交響曲第8番「ポーランドの花々」　テノールと混声合唱と管弦楽のための　作品83　（1964）
- 交響曲第9番「永遠の時」　ナレーターと合唱と管弦楽のための　作品93　（1967）
- 交響曲第10番イ短調 作品98　（1968）
- 交響曲第11番「祝典交響曲」　合唱と管弦楽のための　作品101　（1969）
- 交響曲第12番　ショスタコーヴィチの思い出に　作品114　（1976）
- 交響曲第13番　作品115（1976）
- 交響曲第14番　作品117　（1977）
- 交響曲第15番「私はこの地球を信じる」　ソプラノ、バリトン、女声合唱と管弦楽のための　作品119　（1977）
- 交響曲第16番　作品131　（1981）
- 交響曲第17番「記憶」　作品137　（1984）
- 交響曲第18番「戦争、これより惨い言葉はない」　合唱と管弦楽のための　作品138（1986）
- 交響曲第19番「輝かしき五月」　作品142　（1986）
- 室内交響曲第1番　作品145　（1987）
- 室内交響曲第2番 作品147　（1987）
- 交響曲第20番　作品150　（1988）
- 室内交響曲第3番 作品151 （1991）
- 交響曲第21番「カディッシュ」　作品152　（1991）
- 室内交響曲第4番　作品153　（1992）
- 交響曲第22番　作品154　（1996 未完）

### 管弦楽曲
- 小管弦楽のための組曲 作品26   (1939-1945)
- 2つのバレエ組曲　作品40  (1947)
- 交響詩『平和の旗』　作品143　(1986)

### 協奏曲
- チェロ協奏曲ハ短調 作品43   (1948)
- ヴァイオリン協奏曲ト短調 作品67   (1959)
- フルートと弦楽のための協奏曲 (フルート協奏曲第1番) 作品75   (1961)
- トランペット協奏曲変ロ長調 作品94 (1967)
- フルート協奏曲第2番 作品148 （1987）

### 室内楽曲

#### 弦楽四重奏曲
- 弦楽四重奏曲第1番 作品2 (1937)
- 弦楽四重奏曲第2番 作品3 (1940)
- 弦楽四重奏曲第3番 作品14 (1944)
- 弦楽四重奏曲第4番 作品20 (1945)
- 弦楽四重奏曲第5番 作品27 (1945)
- 弦楽四重奏曲第6番 作品35 (1946)
- 弦楽四重奏曲第7番 作品59 (1957)
- 弦楽四重奏曲第8番 作品66 (1959)
- 弦楽四重奏曲第9番 作品80 (1963)
- 弦楽四重奏曲第10番 作品85 (1964)
- 弦楽四重奏曲第11番 作品89 (1966)
- 弦楽四重奏曲第12番 作品103 (1970)
- 弦楽四重奏曲第13番 作品118 (1977)
- 弦楽四重奏曲第14番 作品122 (1978)
- 弦楽四重奏曲第15番 作品124 (1979)
- 弦楽四重奏曲第16番 作品130 (1981)
- 弦楽四重奏曲第17番 作品146 (1987)

#### ヴァイオリンソナタ
- ヴァイオリンソナタ第1番 作品12 (1943)
- ヴァイオリンソナタ第2番 作品15 (1944)
- ヴァイオリンソナタ第3番 作品37 (1947)
- ヴァイオリンソナタ第4番 作品39 (1947)
- ヴァイオリンソナタ第5番 作品53 (1953)
- 2つのヴァイオリンのためのソナタ 作品69 (1959)

#### その他の室内楽曲
- ピアノ五重奏曲 作品18 (1944)
- チェロソナタ第1番 ハ長調 作品21 (1945)
- クラリネットソナタ 作品28 (1945)
- チェロソナタ第2番 ハ長調 作品63 (1959)
- ピアノ三重奏曲 作品24 (1945)
- 弦楽三重奏曲 作品48 (1950)

### 器楽曲
- 無伴奏チェロソナタ第1番 作品72 (1960)
- 無伴奏ヴァイオリンソナタ第1番 作品82 (1964)
- 無伴奏チェロソナタ第2番 作品86 (1965)
- 無伴奏ヴァイオリンソナタ第2番 作品95 (1967)
- 無伴奏チェロのための24の前奏曲 作品100 (1968)
- 無伴奏チェロソナタ第3番 作品106 (1971)
- 無伴奏ヴィオラソナタ第1番 作品107 (1971)
- 無伴奏ヴィオラソナタ第2番 作品123 (1978)
- 無伴奏ヴァイオリンソナタ第3番 作品126 (1979)
- 無伴奏バスーンソナタ 作品133
- 無伴奏ヴィオラソナタ第3番 作品135
- 無伴奏ヴィオラソナタ第4番 作品136
- 無伴奏チェロソナタ第4番 作品140 (1986)

#### ピアノ・ソナタ
- ピアノソナタ第1番 作品5 (1953)
- ピアノソナタ第2番 作品8 (1942)
- ピアノソナタ第3番 作品31 (1946)
- ピアノソナタ第4番ロ短調 作品56 (1955)
- ピアノソナタ第5番 作品58 (1956)
- ピアノソナタ第6番 作品73 (1960)

### 声楽曲
- レクイエム 作品96 (1967)

## 文献
- Manfred Sapper & Volker Weichsel Hgg.: Die Macht der Musik. Mieczysław Weinberg: Eine Chronik in Tönen. Osteuropa (Zeitschrift) 7, 2010, Themenheft mit Musik-CD. ISBN 978-3-8305-1710-8
- Michael Brocke & Annette Sommer: Muzyka Mieczyslawa - Andante, attaca. Der jüdisch-polnisch-russische Komponist Mieczyslaw Weinberg. Fachgespräch der 2 Autoren. Zs. Kalonymos H. 4, 2010, S. 1 - 5 (mit Foto: Weinberg mit Tochter 1980)
- David Fanning: Mieczysław Weinberg. In Search of Freedom. (engl., Biography with Worklist) Wolke, Hofheim 2010, ISBN 978-3-936000-91-7